# Poyntington
Poyntington est une paroisse civile et un village du Dorset, en Angleterre.